# Тупорылые псевдисы
Тупорылые псевдисы (лат. Lysapsus) — род бесхвостых земноводных из семейства квакш. В 2010 году род был повторно отделен от рода Pseudis на основе филогенетических и морфологических исследований. Род включает виды, встречающиеся в юго-западной Гайане и прилегающей северной Бразилии к югу Уругвая, Парагвая, Боливии и северной Аргентины.

## Классификация
На январь 2023 года в род включают 4 вида:
- Lysapsus bolivianus (Gallardo, 1961)
- Lysapsus caraya Gallardo, 1964
- Lysapsus laevis (Parker, 1935)
- Lysapsus limellum Cope, 1862 — Карликовый псевдис

Статус Lysapsus bolivianus неясен, возможно это подвид Lysapsus limellum.